# Fontegreca
Fontegreca est une commune italienne de moins de 800 habitants,  située dans la province de Caserte, dans la région Campanie dans le Sud de l'Italie.

## Administration
| Période                                  | Période | Identité | Étiquette | Qualité |
| ---------------------------------------- | ------- | -------- | --------- | ------- |
|                                          |         |          |           |         |
| Les données manquantes sont à compléter. |         |          |           |         |

### Communes limitrophes
Capriati a Volturno, Ciorlano, Gallo Matese, Prata Sannita